# Manny Iscusitul
Manny Iscusitul (engleză Handy Manny) este un serial de animație pentru preșcolari care a avut premiera cu primele două episoade consecutive pe 16 septembrie 2006 inițial ca parte a blocului de pe Disney Channel Playhouse Disney. Serialul a fost creat de Roger Bollen și Marylin Sadler și dezvoltat de Rick Gitelson. Animația serialului a fost produsă de studioul de animație canadian Nelvana, și prezintă talentele vocale adiționale ale Dee Bradley Baker, Tom Kenny, Fred Stoller, Nika Futterman, Kath Soucie, Carlos Alazraqui, Grey DeLisle și Nancy Truman. Tema muzicală este realizată de Los Lobos.

## Prezentare
Manny Iscusitul este un om care locuiește în orașul imaginar Sheetrock Hills. El deține un magazin de reparații, iar împreună cu uneltele sale rezolvă diferite lucruri. Episodul de 30 de minute conține de obicei două povești: fiecare poveste începe de obicei cu Manny și uneltele sale vorbind în magazinul lui Manny. Între timp, cineva îl sună pe Manny, iar el răspunde "Hola, Magazinul lui Manny, tu strici" iar apoi uneltele zic "Noi reparăm". De obicei persoana are nevoie să i se repare lucruri. Pe drum, el se duce la magazinul lui Kelly de la care ia tot ce are nevoie. Când au reparat lucruri, ei se întorc la magazin și cântă "Noi Reparăm Împreună".

## Personaje
Personaje principale Umane
- Manuel "Manny" Garcia - El este numărul unu în reparații în orașul Sheetrock Hills împreună cu uneltele sale. El are o reputație bună deoarece bucură pe toată lumea. El este mexican dar și puerto ricoan.
- Kelly - vânzătoarea de la magazinul de unelte frecventat de Manny și uneltele. Ea are mereu ce vrea Manny pentru munca sa.
- Leonard Francis Lopart de obicei strigat Dl. Lopart - El este propietarul unui magazin de bomboane de lângă atelierul lui Manny. El este un om singur de vârstă medie care trăiește împreună cu pisica sa Fluffy. El este genul de om care este pe cont propriu și care mereu refuză ajutorul lui Manny când intră în probleme.

Unelte
- Titirez - este o șurubelniță Philips care mereu se consideră cea mai importantă unealtă. Câteodată, ideile lui fac problemele mai grele. El adoră să vorbească.
- Vârtej - este o șurubelniță cu cap întins care apare ca fiind serios. El are o admirație către ființele ca el.
- Lunguța - este o ruletă de măsurat care iubește să măsoare lucruri, care își poate folosi banda ca o mână extensibilă.
- Cleștișor - este un patent care de obicei este nerăbdător să repare ceva.
- Ciocănel - este un ciocan foarte vorbăreț, neîndemânatic și nu foarte inteligent. Fraza lui preferată este: "Sunt ciocan". Este foarte obsedat de cuie.
- Prăfulici - este un fierăstrău care dă mereu sfaturi bune. Îi place să taie lucruri ca lemnul.
- Ruginel - este un clește care de obicei are nevoie de sprijinul lui Manny ca să repare ceva. Este puțin fricos.
- Floc - este o lanternă care încă învață engleză dar vorbește spaniola foarte bine. Titirez este singura unealtă cu care poate vorbi.(apare abia în sezonul 2)

## Episoade
Pentru detalii vezi: Lista episoadelor cu Manny Iscusitul